# Hammond (Indiana)
Hammond – miasto w Stanach Zjednoczonych, w północno-zachodniej części stanu Indiana, w hrabstwie Lake, w obszarze metropolitalnym Chicago, położone nad południowym brzegiem jeziora Michigan. W 2023 roku liczy 76,2 tys. mieszkańców. 
W mieście rozwinął się przemysł środków transportu, chemiczny, maszynowy oraz hutniczy.

## Ludność
Według danych pięcioletnich z 2022 roku, 40,4% mieszkańców stanowili Latynosi, 34,4% identyfikowało się jako biali niebędący Latynosami, 22,4% stanowili czarni lub Afroamerykanie, 8,2% było rasy mieszanej, 1% miało pochodzenie azjatyckie, 0,8% to rdzenni Amerykanie i 0,02% pochodziło wysp Pacyfiku.

## Urodzeni w Hammond
- David Wilkerson (1931–2011) – zielonoświątkowy pastor i misjonarz
- Terry Funk (1944–2023) – profesjonalny wrestler
- Mike D. Rogers (ur. 1958) – polityk
- Dory Funk Jr. (ur. 1941) – profesjonalny wrestler
- Stephan Bonnar (1977–2022) – wicemistrz mieszanych sztuk walki

## Miasta partnerskie
- Gałacz, Rumunia